# 亨德里縣
亨德里縣（英語：Hendry County）是美国佛罗里达州的一个县。根据2020年美国人口普查数据，该县总人口为39,619人，相较于2010年人口略有增长1.2%。亨德里县的县治位于拉贝尔，而该县最大城市则是坐落于奥基乔比湖南岸的克莱维斯顿。亨德里县总面积为3,082平方公里（1,190平方英里），其中陆地面积占2,985平方公里（1,153平方英里），水域面积占96平方公里（37平方英里），水域比重约为3.13%。亨德里县属于克莱维斯顿小都市统计区（μSA），该统计区还包括邻近的沼泽县。此外，该县也是更大的开普科勒尔-迈尔斯堡-那不勒斯联合统计区（Cape Coral-Fort Myers-Naples CSA）的一部分。
该县西邻李县和夏洛特县，南接柯里尔县，东边则分别与棕榈滩县和布劳沃德县接壤，北边则与沼泽县和奥基乔比县相邻。主要公路如27号国道和80号州道贯穿该县，使其与迈阿密、那不勒斯、迈尔斯堡等周边城市相连。
亨德里县的成立可以追溯至1920年代，该地区因距离李县县治迈尔斯堡较远，当地居民长期以来便希望成立独立行政区，于是佛罗里达州议会在1923年5月11日通过法案，从李县东部划分出亨德里县，拉贝尔被选为县治，而该县名称则是为了纪念弗朗西斯·阿斯伯里·亨德里上尉，这位早期定居者不仅是塞米诺尔战争時期的軍人，还因在佛州致力经营牧场而被誉为“南佛罗里达牛王”。
亨德里县地处佛罗里达腹地，南接大沼泽地，北临克卢萨哈奇河，拥有丰富的自然资源。亨德里县的经济高度依赖农业，自19世纪晚期以来，该县的肥沃土地和广阔田野就成为佛罗里达州主要的农业基地之一。如今，该县仍是佛州最大的农业县之一，也是全州最大的柑橘生产地，种植面积超过75,000英亩。同时，亨德里县也是佛州第二大甘蔗生产地、第三大蔬菜生产地以及第五大牛肉生产地。甘蔗、柑橘、牛肉和番茄种植构成了该县最重要的农业产业。卡卢萨哈奇河沿着县北部蜿蜒流淌，为本地提供丰富的淡水资源，也成为渔业和户外活动的重要场所。该县的广阔湿地和农田吸引了大量鸟类，使亨德里县成为佛州五大观鸟热点之一。此外，亨德里县也以其悠闲的湖滨风光和渔业传统吸引了众多游客。